# Libia Posada
Libia Posada (Andes, Antioquia, 1959) es artista plástica de la Universidad de Antioquia,es igualmente, médico cirujano, ejerce ambas carreras de manera paralela, es desde la medicina que nutre su práctica artística, haciendo importantes aportes al campo del arte en Colombia.

## Biografía
Nació en Andes, Antioquia en 1959. Estudió medicina en la Universidad de Antioquia, culminando sus estudios en 1989, de manera posterior inició su formación en Artes Plásticas (1991- 1996), en la misma universidad.Ejerce de manera alterna sus dos profesiones, medicina y arte, por ello, "sus proyectos estéticos interpelan al público, pues experimentar sus instalaciones representa confrontarse con las sensaciones más íntimas y dolorosas, pero también con el entramado invisible de un sistema que funciona desconociendo las vidas particulares de unos cuerpos que apenas contabiliza en estadísticas vaciadas de sentido".

## Obra
Libia Posada explora técnicas como la instalación, fotografía, acciones colectivas y video instalación, entre otras, en las que es reiterativo el uso de materiales y reflexiones propias del ámbito médico, siendo ello nota característica de su obra. En su obra, la artista  construye reflexiones entre lo público y lo privado; Posada aborda situaciones de violencia de género, conflicto armado en Colombia y sus consecuencias como el desplazamiento o la mutilación, la enfermedad mental de los sujetos contemporáneos que en apariencia no son visibles para la mirada cotidiana y pasiva de la sociedad de consumo".

## Exposiciones
- Peligro biológico. 1999. Instalación, Fotografía, objetos, vitrina, dibujo, textos. Intervención en el espacio de los baños públicos.
- Sala de Examen. 2000. Instalación: Mesa quirúrgica, vendaje de yeso, fotografía, dibujo, textos.
- Camisas de Fuerza. 2000. Instalación: Fotografía, mobiliario médico, textos, dibujo, camisas de fuerza, inmovilizadores, medicamentos, instructivos, archivadores. Dimensiones variables.
- Vademécum. 2002. Instalación, Objetos, fotografía médica, textos, placebos.
- Terapia respiratoria aguda. 2003. Instalación, acción con enfermeras, cilindros de oxígeno, mascarillas, mesas, textos, dibujo.
- Lección de Anatomía II. 2003-2004. Inserción en circuitos comerciales. Impresión digital. 100 x 70 cm.
- Sala de Rehabilitación. 2003-2008 Fotografía. Serie de dibujos y Fotografías en una fábrica de prótesis en Medellín.
- De la serie Neurografías. 2007. Dibujo, vendaje quirúrgico e hilo sobre panel. Dimensiones variables.
- De la serie Armas de Fuego. 2006- 2007. Impresión digital, metal. Dimensiones variables.
- De la serie Cuadernos de Geografía: Colombia Minas Antipersonales. Tiraje litográfico, inserción en circuitos comerciales: librerías y puestos callejeros. Dimensiones 30 x 26 cm.
- Proyecto Evidencia Clínica I. 2006. Acción colectiva con la colaboración de 50 mujeres de Medellín, fotografía, instalación.
- De la Serie Evidencia Clínica: RE-TRATOS.: el ángel de la casa. 2006. Fotografía e intervención en la colección permanente de un Museo Histórico.
- De la Serie Evidencia Clínica: RE-TRATOS.: el ángel de la casa. 2006. Fotografía e intervención en la colección permanente de un Museo Histórico.
- De la serie Cuadernos de Geografía: Colombia Minas Antipersonales. Tiraje litográfico, distribución y venta en librerías y puestos callejeros. Dimensiones 30 x 26 cm.
- De la serie Cuadernos de Geografía: Signos Cardinales. 2008. Fotografía, Dibujo, Instalación.
- Atlas. 2011. Instalación, dibujo. Dimensiones variables.
- Materia gris o la inoperancia de la razón Instalación. 2012. Video, objetos y dibujo. Dimensiones variables. Materia gris o la inoperancia de la razón Instalación. 2012. Video, objetos y dibujo. Dimensiones variables.
- De Hierbas de sal y tierra o estudios para cartografía distópica. 2013. Fotografía, dibujo, acción colectiva.
- De Hierbas de Sal y de tierra o estudios para una cartografía distópica. 2013. 43 Salón Nacional de Artistas –SNA-.
- Libia Posada. Definición del horizonte. 11 de marzo de 2020 al 31 de enero de 2021. Museo de Arte Moderno de Medellín.

## Premios y reconocimientos
En el año 2017, participa como conferencista en Health Humanities & Social Justice Conference: “Breath, Body, Voice” en la Duke University, Carolina del Norte, Estados Unidos, donde también se le otorga una residencia como artista invitada. En Medellín, Colombia, la artista recibe: en el 2015, el Primer Premio en el marco de “Premios a la Creación Ciudad de Medellín”; en el 2000, el Primer Premio del Salón Regional de Artistas y en 1998 el Segundo Premio del IX Salón Nacional de Artistas, Universidad de Antioquia.